# Hugh Boyle Ewing
Hugh Boyle Ewing (31 octobre 1826 – 30 juin 1905) fut un diplomate, auteur, mandataire et major général dans l'Armée de l'Union durant la guerre de Sécession.